# Ruta Nacional PE-20B
Die Ruta Nacional PE-20B ist eine Nationalstraße in Peru. Sie beginnt und endet in der Hafenstadt Callao und führt um den Internationalen Flughafen Jorge Chávez herum. Sie ist Teil der Eje transversal PE-20, dem Teil des peruanischen Nationalstraßennetzes, das die Städte Lima und Callao mit den umgebenden Regionen Junín und Pasco verbindet.

## Verlauf
Die Ruta Nacional PE-20B ist 9,75 km lang. Sie beginnt und endet im Distrikt Callao der gleichnamigen Hafenstadt und führt um den Internationalen Flughafen Jorge Chávez herum. Sie ist vollständig asphaltiert.
Die PE-20B beginnt am Óvalo 200 Millas als Abzweigung von der PE-20. Sie führt die ersten 6 km entlang der Avenida Elmer Faucett, eine der Hauptstraßen Callaos, in Richtung Südosten. Nach 1 km zweigt am Parque Ejército Peruano die Avenida Canta Callao in Richtung Nordosten ab und führt in den Distrikt San Martín de Porres der peruanischen Hauptstadt Lima hinein. Etwa 700 m der Avenida Canta Callao gehören auch zur PE-20B. Am Óvalo Faucett befindet sich der Zugang zum Internationalen Flughafen Jorge Chávez. Nach 6 km führt die PE-20B, nun entlang der Avenida Morales Duárez, eine weitere Hauptstraße Callaos, in Richtung Westen. Nach 2 km zweigt die PE-20I in Richtung Süden ab. An der Avenida Néstor Gambetta schließt die PE-20B wieder an der PE-20 an.